# الاتفاقية الثلاثية 1936
كانت الاتفاقية الثلاثية 1936 (الإنجليزية: Tripartite Agreement of 1936) اتفاقية نقدية دولية أبرمتها الولايات المتحدة وفرنسا وبريطانيا العظمى في سبتمبر 1936. وكان الهدف منها تثبيت عملات دولهم في الداخل وفي أسواق الصرف الدولية بعد انهيار النظام النقدي الدولي خلال فترة الكساد الأعظم.

## تاريخها
خلال فترة الكساد الكبير، انهار التعاون النقدي الدولي بين الدول الليبرالية. بعد تعليق بريطانيا العظمى لمعيار الذهب عام 1931 والولايات المتحدة عام 1933، نشأ اختلال خطير بين عملاتهما وعملات دول الكتلة الذهبية، وخاصة فرنسا. أدى انخفاض قيمة الدولار والجنيه الإسترليني إلى ارتفاع أسعار الواردات وانخفاض أسعار الصادرات في الولايات المتحدة وبريطانيا العظمى. في الولايات المتحدة وبريطانيا العظمى انقسم أنصار العملة الصعبة بين أولئك الذين يؤيدون الإصلاحات الرامية إلى استقرار العملة وآخرين طالبوا بإنهاء معيار الذهب والعملة المدارة.

## الاتفاق
كانت الاتفاقية الثلاثية غير رسمية ومؤقتة. وافقت الدول المشاركة على الامتناع عن التخفيض التنافسي لقيمة عملاتها للحفاظ على قيم عملاتها عند مستوياتها الحالية، طالما أن هذه المحاولة لا تؤثر بشكل خطير على الرخاء الداخلي. خفضت فرنسا قيمة عملتها كجزء من الاتفاقية. كما انضمت إليها دول الكتلة الذهبية المتبقية، بلجيكا وسويسرا وهولندا.
وافقت الدول الموقعة على بيع الذهب لبعضها البعض بعملة البائع بسعر متفق عليه مسبقًا. وقد أدى الاتفاق إلى استقرار أسعار الصرف، مما أنهى حرب العملات التي استمرت من عام 1931 إلى عام 1936، ولكنه فشل في مساعدة تعافي التجارة العالمية.